# Stelvio (Italia)
Stelvio (en alemán, Stilfs) es una localidad y comune italiana de la provincia de Bolzano, región de Trentino-Alto Adigio, con 1.266 habitantes.

## Evolución demográfica
| Gráfica de evolución demográfica de Stelvio entre 1861 y 2001 |
|                                                               |
| Fuente ISTAT - elaboración gráfica de Wikipedia               |